# Major Indoor Soccer League I
|  | No s'ha de confondre amb Major Indoor Soccer League II o Major Indoor Soccer League III. |

La Major Indoor Soccer League (MISL), coneguda en les dues darreres edicions com a Major Soccer League, fou una competició futbolística indoor disputada per clubs dels Estats Units que estigué activa entre 1978 i 1992.

## Historial
Fonts:
| Temporada | Campió            | Sèries | Finalista          | MVP             | Entrenador campió |
| --------- | ----------------- | ------ | ------------------ | --------------- | ----------------- |
| 1978-79   | New York Arrows   | 2-0    | Philadelphia Fever | Shep Messing    | Don Popovic       |
| 1979-80*  | New York Arrows   | 7-4*   | Houston Summit     | Steve Zungul    | Don Popovic       |
| 1980-81*  | New York Arrows   | 6-5*   | St. Louis Steamers | Steve Zungul    | Don Popovic       |
| 1981-82   | New York Arrows   | 3-2    | St. Louis Steamers | Steve Zungul    | Don Popovic       |
| 1982-83   | San Diego Sockers | 3-2    | Baltimore Blast    | Juli Veee       | Ron Newman        |
| 1983-84   | Baltimore Blast   | 4-1    | St. Louis Steamers | Scott Manning   | Ken Cooper        |
| 1984-85   | San Diego Sockers | 4-1    | Baltimore Blast    | Steve Zungul    | Ron Newman        |
| 1985-86   | San Diego Sockers | 4-3    | Minnesota Strikers | Brian Quinn     | Ron Newman        |
| 1986-87   | Dallas Sidekicks  | 4-3    | Tacoma Stars       | Tatu            | Gordon Jago       |
| 1987-88   | San Diego Sockers | 4-0    | Cleveland Force    | Hugo Pérez      | Ron Newman        |
| 1988-89   | San Diego Sockers | 4-3    | Baltimore Blast    | Victor Nogueira | Ron Newman        |
| 1989-90   | San Diego Sockers | 4-2    | Baltimore Blast    | Brian Quinn     | Ron Newman        |
| 1990-91   | San Diego Sockers | 4-2    | Cleveland Crunch   | Ben Collins     | Ron Newman        |
| 1991-92   | San Diego Sockers | 4-2    | Dallas Sidekicks   | Thompson Usiyan | Ron Newman        |

*Partit únic, resultat del partit.